# الوحل (فلم)
الوحل هو فيلم جريمة مصري من إنتاج سنة 1987، إخراج علي عبد الخالق، وتأليف فتحي أبو الفضل ومصطفى محرم، وإنتاج شركة الدولية للإنتاج الفني، ومن بطولة نبيلة عبيد، ونور الشريف، وكمال الشناوي، ومجدي وهبة، ورجاء الجداوي.

## ملخص القصة
يتعقب الضابط خالد عدد من العصابات التي تتاجر في المخدرات، وفي إحدى المطاردات يقتل ابن زعيم العصابة دون أن يعلم الضابط انه ابن عصمت الدهشان، والذي يقرر الانتقام منه شر انتقام.

## طاقم التمثيل

### بطولة
- نبيلة عبيد بدور برلنتي
- نور الشريف بدور العميد خالد عبد الرحمن
- كمال الشناوي بدور عصمت الدهشان
- مجدي وهبة بدور مراد
- رجاء الجداوي بدور كاميليا - ميرفت
- إبراهيم الشرقاوي بدور عصام
- صفاء السبع بدور راوية
- أحمد دياب بدور المقدم فتحي
- عبد المنعم النمر بدور طبيب علاج الإدمان
- أحمد حجازي بدور زينهم
- كمال الزيني بدور وزير الداخلية
- سيد صادق بدور بسيوني
- يوسف العسال بدور الطبيب المنزلي
- أحمد العضل بدور سائق التاكسي
- حسين عرعر بدور البواب
- حللي محمد بدور زعفراني
- مصطفى كمال بدور حاج دسوقي تاجر مخدرات

### ضيف الشرف
- صلاح ذو الفقار بدور اللواء شوقي

## وصلات خارجية
- مقالات تستعمل روابط فنية بلا صلة مع ويكي بيانات